# کوه لاول
کوه لاول (به انگلیسی: Lowell Peak) یک کوه در ایالات متحده آمریکا است که در Chugach National Forest واقع شده‌است. کوه لاول ۱٬۳۴۶٫۰۱ متر بالاتر از سطح دریا واقع شده‌است.